# Ammonite - Sopra un'onda del mare
Ammonite - Sopra un'onda del mare (Ammonite) è un film del 2020 scritto e diretto da Francis Lee.
La pellicola narra le vicende della paleontologa Mary Anning, interpretata da Kate Winslet, e della sua relazione con la geologa Charlotte Murchison.

## Trama
Lyme Regis, anni 1840. Dopo che l'alta società londinese ha perso interesse nella paleontologia, Mary Anning trascorre le giornate a cercare fossili sulla costa della Cornovaglia per venderli ai turisti insieme alla madre. Un giorno si presenta al negozio il geologo e paleontologo Roderick Impey Murchison con la moglie Charlotte e lo studioso la convince a portarlo con sé per mostrargli come lavora sul campo. Charlotte intanto fatica a riprendersi dopo la morte del figlio e il marito decide di lasciarla temporaneamente a Lyme Regis prima di partire per la sua spedizione sul continente. Roderick la affida alle cure di Mary, che trova l’incarico svilente ma non può permettersi di rifiutare l'impiego.
La paleontologa comincia così a portarsi dietro Charlotte durante le sue ricerche lungo la spiaggia, ma il carattere ruvido di Mary e le loro differenze sociali le spingono presto allo scontro. Quando la salute di Charlotte si aggrava, Mary si prende cura di lei premurosamente e la loro vicinanza favorisce l'amicizia. Le due vengono invitate a una serata mondana dal dottor Lieberson, ma Mary scappa via perché si sente fuori posto e avverte pesantemente le differenze tra lei e Charlotte. Charlotte però la conforta e le assicura che era lei la più interessante e la più bella tra gli ospiti. Il giorno dopo sulla spiaggia le due trovano un grosso fossile e mentre lo ripuliscono quella sera a casa si baciano e fanno l'amore.
La loro felicità è guastata da una lettera di Roderick, che richiede il ritorno a casa della moglie. Dopo una notte di passione, Charlotte lascia Lyme Regis e Mary cade nello sconforto, essendo rimasta sola con la madre malata che muore poco dopo. In seguito alla perdita della madre, Mary riceve la visita della sua vecchia amante Elizabeth Philpot, con cui si era lasciata perché incapace di vivere a pieno le proprie emozioni. Tempo dopo la paleontologa riceve un telegramma da Charlotte, che la invita a Londra. Giunta nella capitale, Mary scopre che Charlotte le ha preparato una camera in casa propria in cui trasferirsi definitivamente, ma la paleontologa rimane esterrefatta dall'atteggiamento prevaricatore di Charlotte e si rende conto ancora una volta dell'abissale differenza sociale che le separa. Mary lascia casa Murchison e si reca al British Museum per vedere il fossile di ittiosauro che aveva scoperto durante l'infanzia. Qui viene raggiunta da Charlotte e le due donne rimangono a fissarsi dai lati opposti della teca, vicine ma divise da una barriera insormontabile.

## Produzione
Le riprese del film sono iniziate l'11 marzo 2019 a Lyme Regis, nel Dorset, e si sono svolte in ordine cronologico.

## Promozione
Il primo trailer del film viene diffuso il 25 agosto 2020.

## Distribuzione
Il film, selezionato per il Festival di Cannes 2020 e per il Telluride Film Festival dello stesso anno, entrambi annullati a causa della pandemia di COVID-19, è stato presentato al Toronto International Film Festival l'11 settembre 2020 e distribuito nelle sale cinematografiche statunitensi a partire dal 13 novembre 2020. In Italia è stato distribuito dal 23 aprile 2021 sulle piattaforme streaming on demand.

## Riconoscimenti
- 2020 - British Independent Film Awards[9]
  - Candidatura per i migliori costumi a Michael O'Connor
  - Candidatura per il miglior trucco e acconciatura a Ivana Primorac
- 2020 - Toronto International Film Festival[10]
  - Tribute Actor Award a Kate Winslet
- 2021 - British Academy Film Awards[11]
  - Candidatura per i migliori costumi a Michael O'Connor
- 2021 - European Film Awards
  - Migliori costumi a Michael O'Connor
- 2021 - London Critics Circle Film Awards[12]
  - Candidatura per il premio tecnico a Stéphane Fontaine (fotografia)
- 2021 - Satellite Awards[13]
  - Candidatura per la migliore attrice in un film drammatico a Kate Winslet

## Accuratezza storica
Non ci sono prove sulla relazione omosessuale tra Mary Anning e Charlotte Murchison, il che ha sollevato dubbi e critiche sull'accuratezza del film. Due discendenti della paleontologa hanno espresso opinioni contrastanti sulle scelta del regista di rappresentarla come lesbica: Lorraine Anni ha apprezzato la scelta di Lee, mentre Barbara Anning è stata più critica. Francis Lee ha difeso la propria scelta affermando che spesso l'industria cinematografica ha rappresentato come eterosessuali numerose figure storiche omosessuali e che il suo film vuole invertire questo trend immaginando una relazione saffica della Anning.